# Boudoir

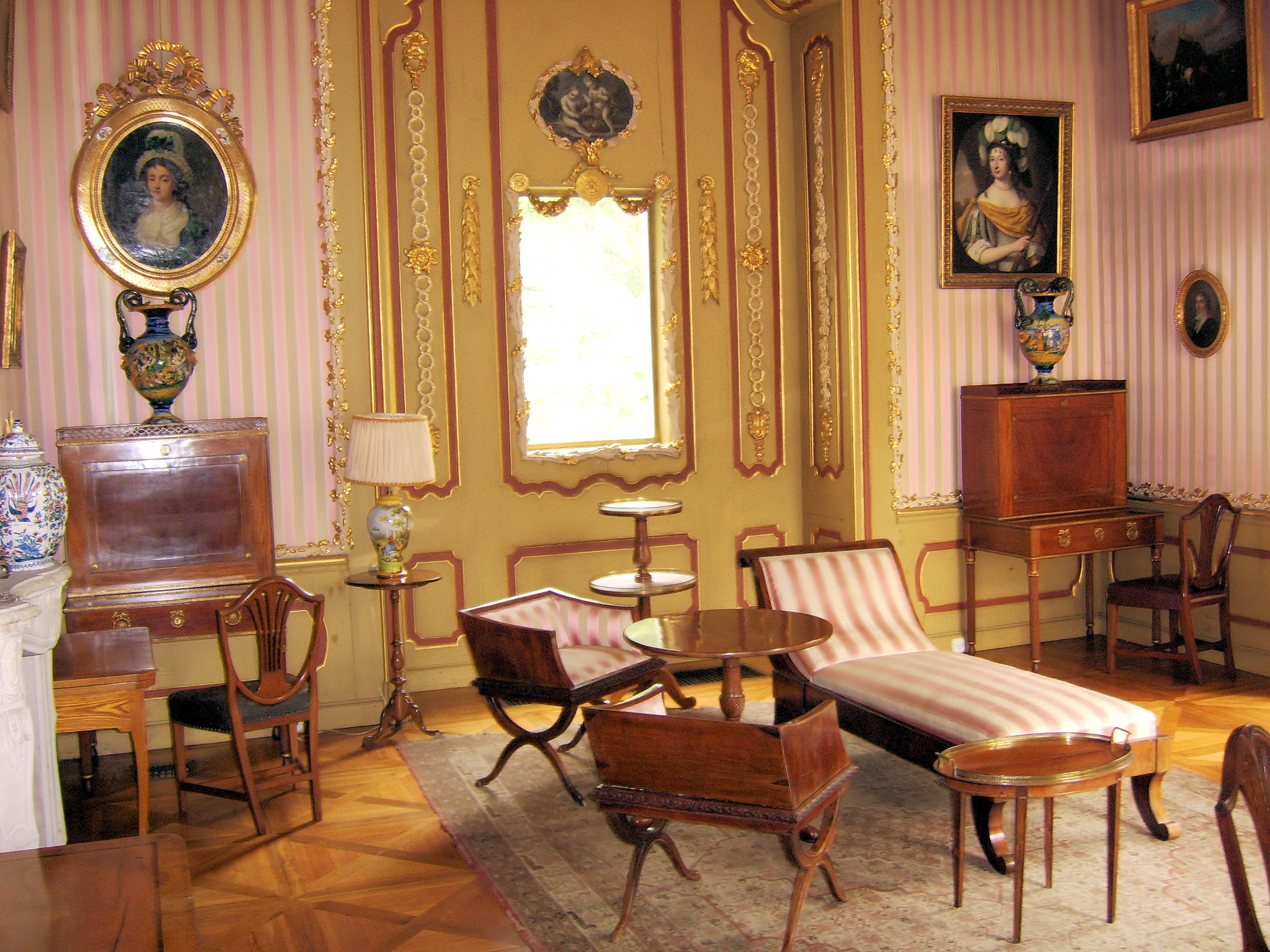
Um boudoir de decoração neorrococó no Palácio de Nieborów, na Polônia

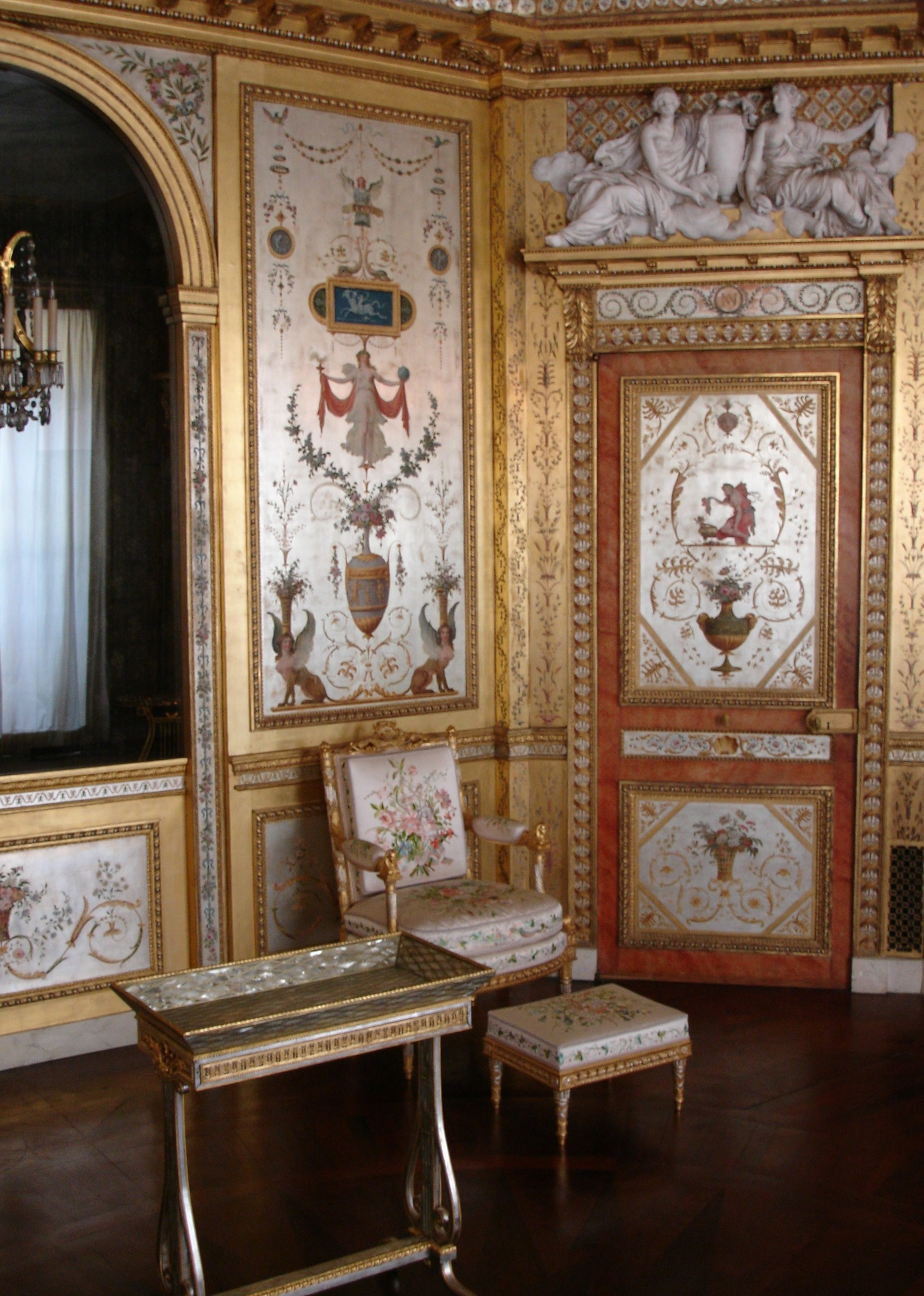
Boudoir de Maria Antonieta no Palácio de Fontainebleau, França

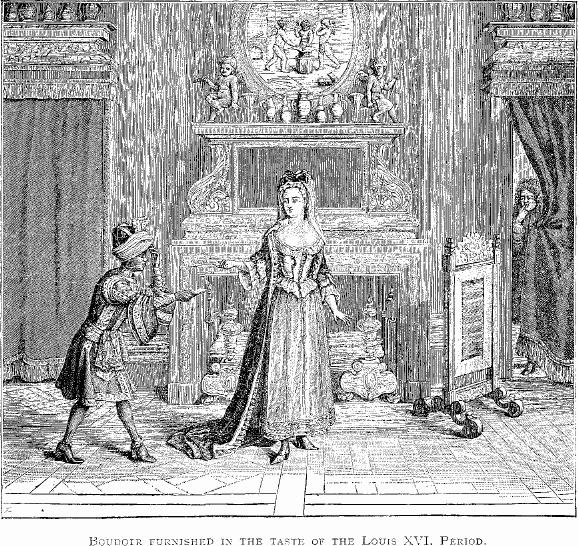
Ilustração de um boudoir, no estilo da época de Luís XVI, de Frederick Litchfield, em História ilustrada do mobiliário, dos primeiros tempos aos tempos atuais (1893)

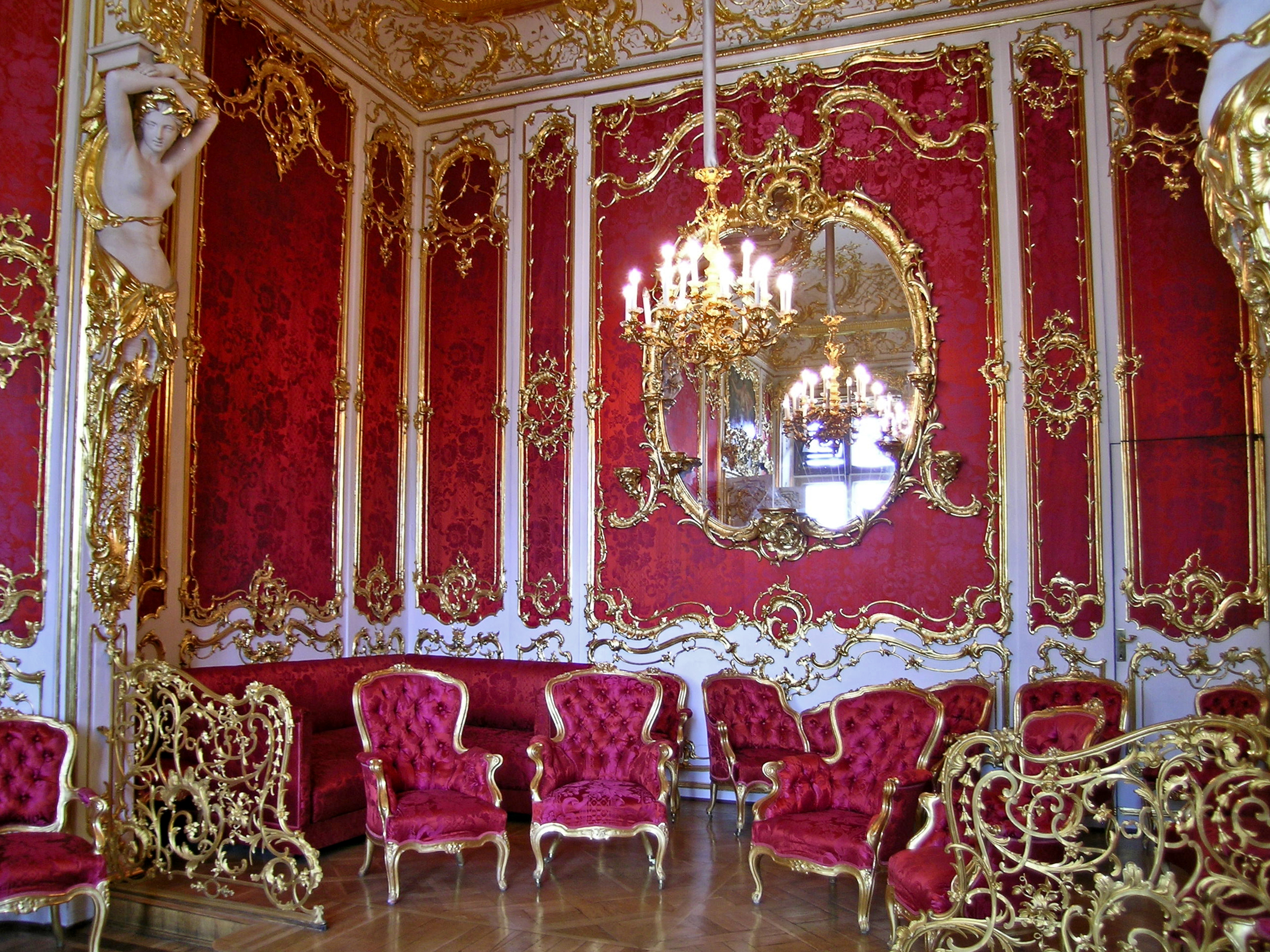
Boudoir da Imperatriz Maria Alexandrovna no Palácio de Inverno no Hermitage (São Petersburgo)

Um boudoir (/ˈbuːdwɑːr/; francês: [bu.dwaʁ]) é uma sala de estar ou salão de beleza privado para mulheres em um alojamento mobilado, geralmente entre a sala de jantar e o quarto, mas também pode se referir a um quarto privado feminino. O termo deriva do verbo francês bouder (mal estar) ou do adjetivo boudeur — o quarto era originalmente um espaço para pessoas amuadas.

## Arquitetura
Um cognato do inglês bower (caramanchão), historicamente, o boudoir fazia parte da suíte privada dos quartos de uma lady (senhora) ou mulher de classe alta, para tomar banho e vestir-se, adjacente ao seu quarto de dormir, sendo o equivalente feminino do gabinete masculino. Em períodos posteriores, o boudoir era usado como uma sala de estar privada e era usado para outras atividades, como bordar ou passar o tempo com o parceiro romântico.
O uso da língua inglesa varia entre os países e agora é amplamente histórico. No Reino Unido, no período em que o termo era mais usado (era vitoriana e início do século XX), um boudoir era a sala de estar noturna de uma senhora e era separada de seu quarto matinal e de seu camarim. Como sugere essa multiplicidade de cômodos com funções sobrepostas, os boudoirs geralmente eram encontrados apenas em grandes casas. Nos Estados Unidos, na mesma época, boudoir era um termo alternativo para camarim, preferido por quem achava que os termos franceses conferiam mais prestígio.
Em inglês caribenho, um boudoir é a sala da frente da casa, onde as mulheres recebem a família e os amigos.

## Mobília
Recentemente, o termo boudoir passou a denotar um estilo de mobília para o quarto que é tradicionalmente descrito como ornamentado ou ocupado. A abundância de linques disponíveis na Internet para sites de móveis que usam o termo boudoir tende a se concentrar nos estilos de quarto de inspiração renascentista e francesa. Recentemente, eles também foram usados para descrever o estilo de "casa de campo" com paredes caiadas de branco, móveis de cama grandes e pesados e roupa de cama funda.

## Fotografia
O termo boudoir também pode ser atribuído a um gênero de fotografia. A fotografia boudoir geralmente não é um conceito novo e inúmeros exemplos incluem imagens de Clara Bow, Mae West e Jean Harlow, fotografadas em estilo boudoir dos anos 1920 aos 1940.
Normalmente fotografado em um estúdio de fotógrafo ou em suítes de hotel de luxo, tornou-se moda criar um conjunto de imagens sensuais ou sexualmente sugestivas de mulheres (e ocasionalmente de homens e casais) em ambientes internos "estilo boudoir". A manifestação mais comum da fotografia boudoir contemporânea é tirar variações de fotos espontâneas e posadas do assunto parcialmente vestido ou em lingerie. A nudez é mais frequentemente implícita do que explícita. Comercialmente, o gênero é frequentemente (embora não exclusivamente) derivado de um mercado de noivas para surpreender seus futuros maridos presenteando as imagens no dia do casamento ou antes. Outras motivações ou inspiração para sessões fotográficas de boudoir incluem aniversários, aniversários, Dia dos Namorados, regimes de perda de peso.
A fotografia boudoir pode, em alguns casos, ser diferenciada de outros gêneros de fotografia, como fotografia de glamour, fotografia de nu de belas artes e fotografia erótica.